# Židovský hřbitov ve Velké Bukovině
Židovský hřbitov se nachází ve Velké Bukovině v okrese Náchod. Patří Židovské obci v Praze a je chráněn jako kulturní památka České republiky.

## Historie a popis
Hřbitov je poprvé zmiňován v roce 1731, ve 2. polovině 19. století došlo k jeho rozšíření do dnešní velikosti. Dochovalo se zde téměř dvě stě náhrobků z pískovce a mramoru s nejstaršími ze 17. a 18. století.
Areál je volně přístupný po polní cestě odbočující vzhůru do svahu mezi poli severně od vsi. Branka je umístěna na jižní straně opukové ohradní zdi.

## Další fotografie

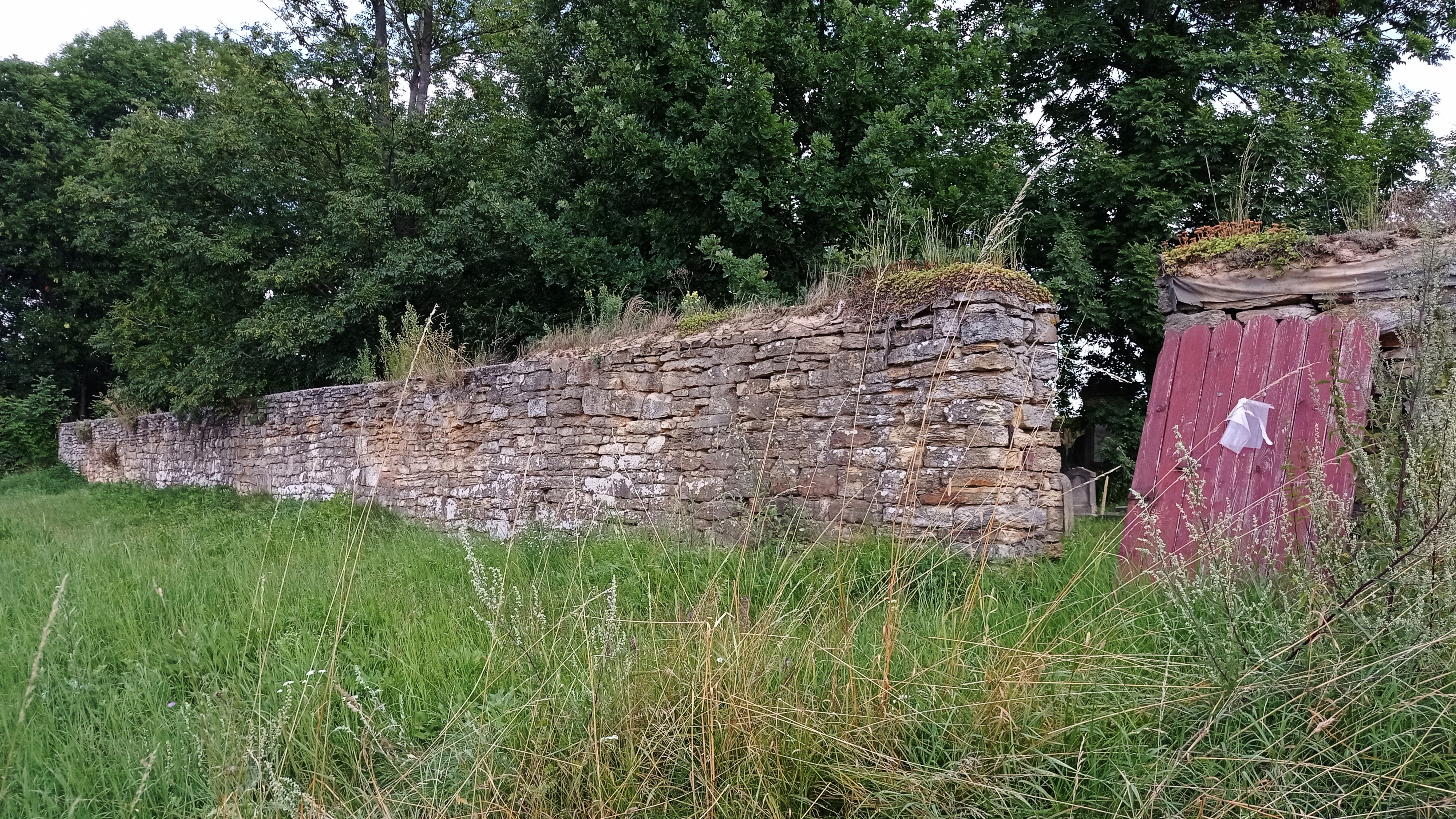
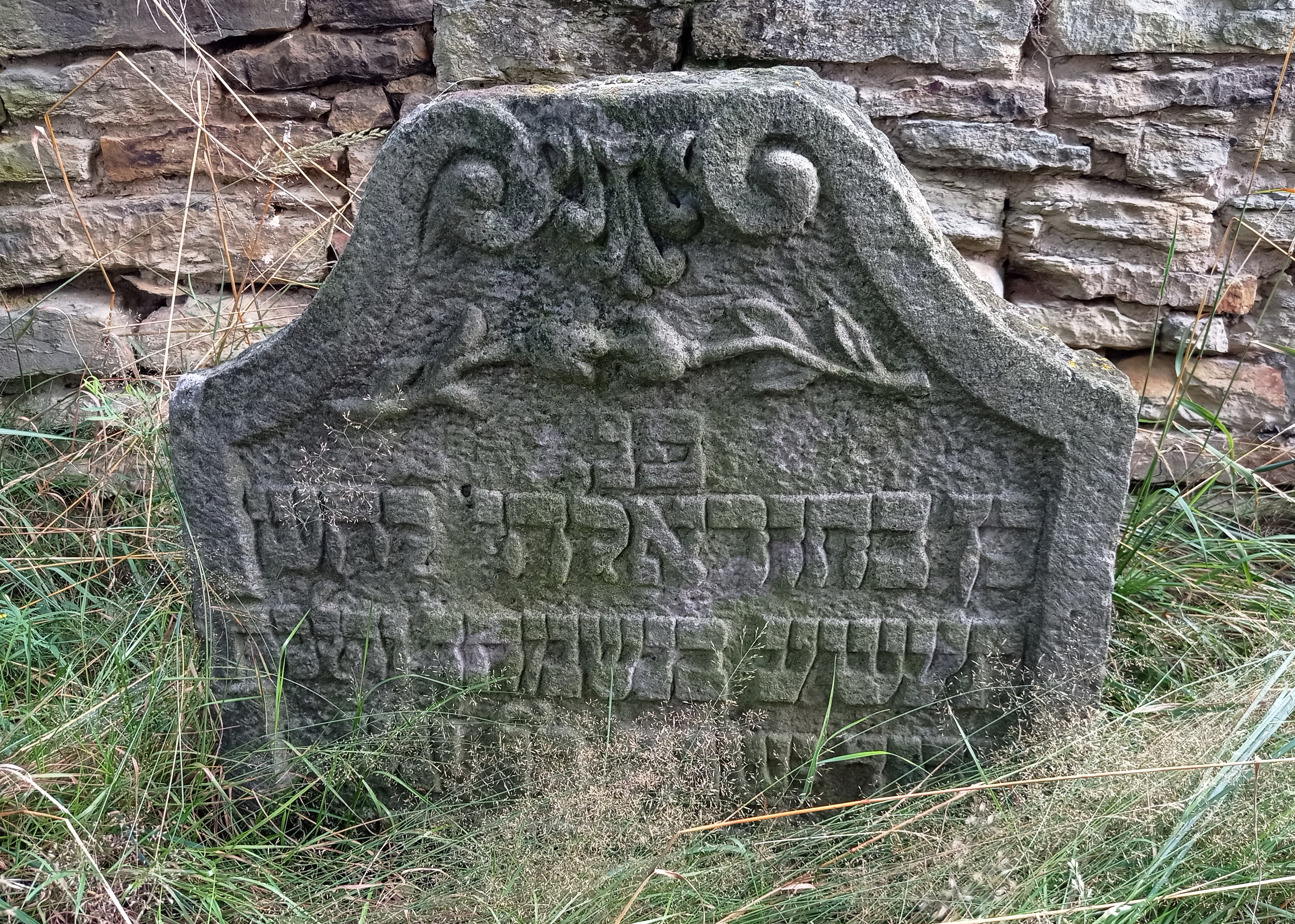
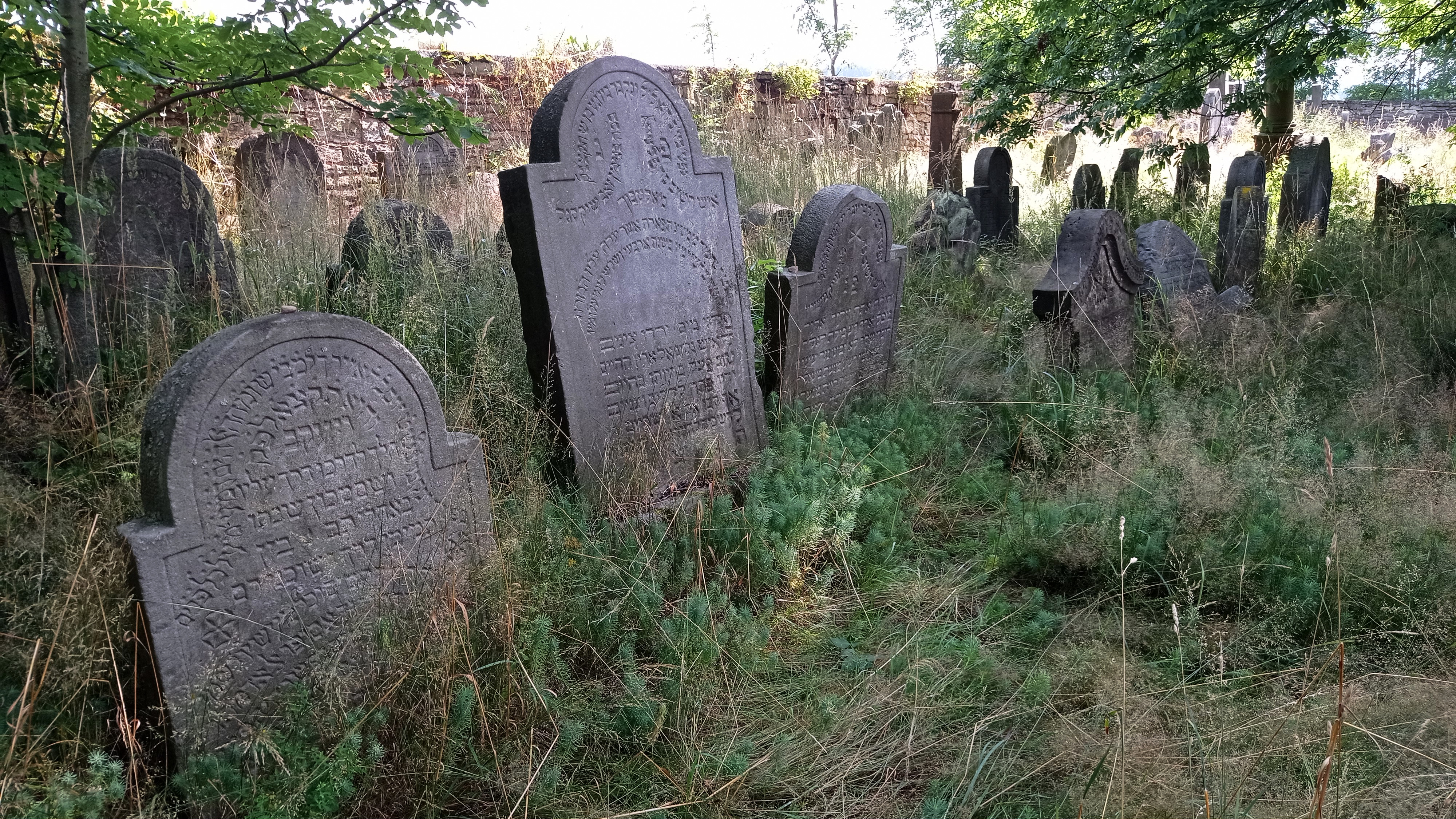
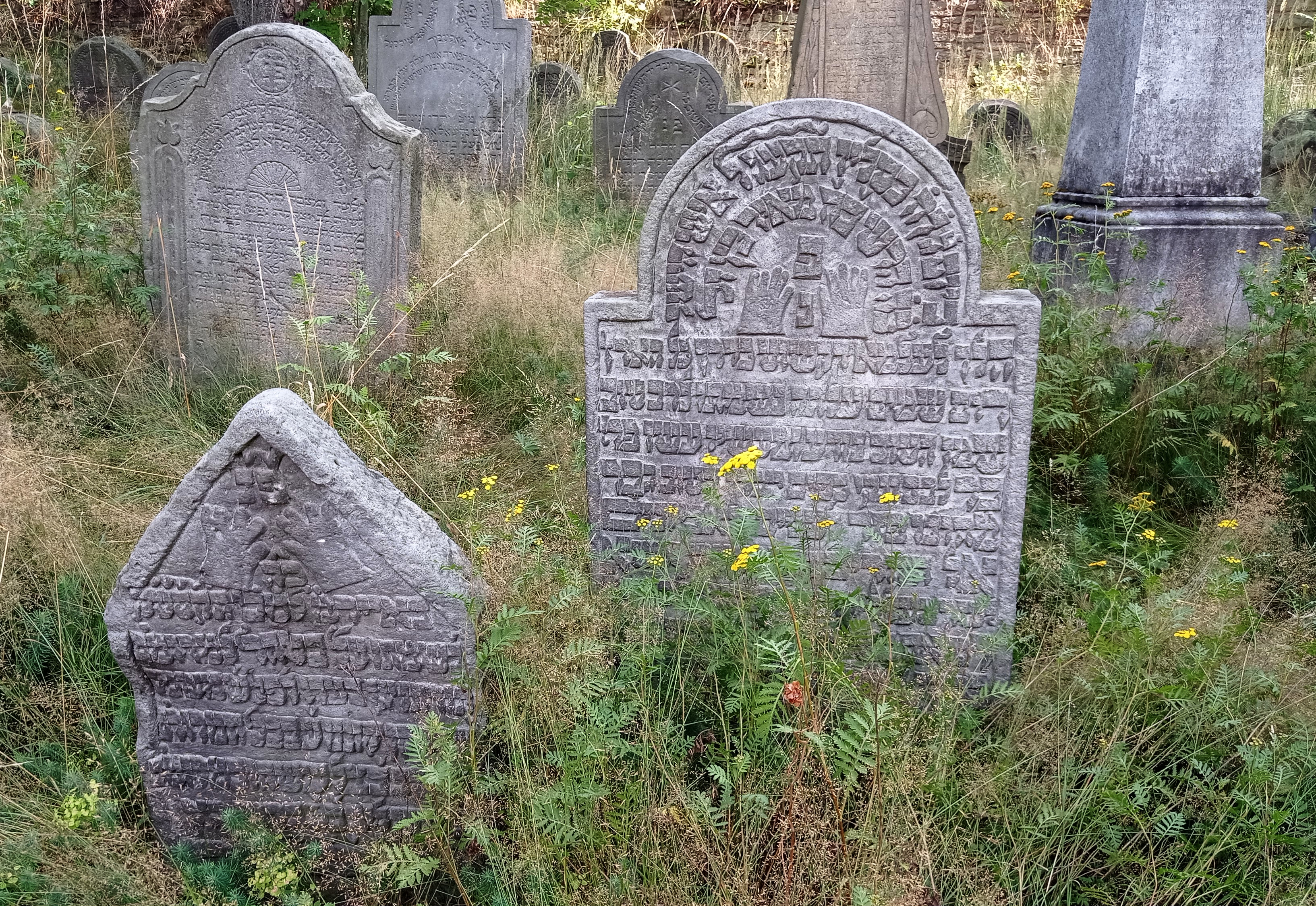
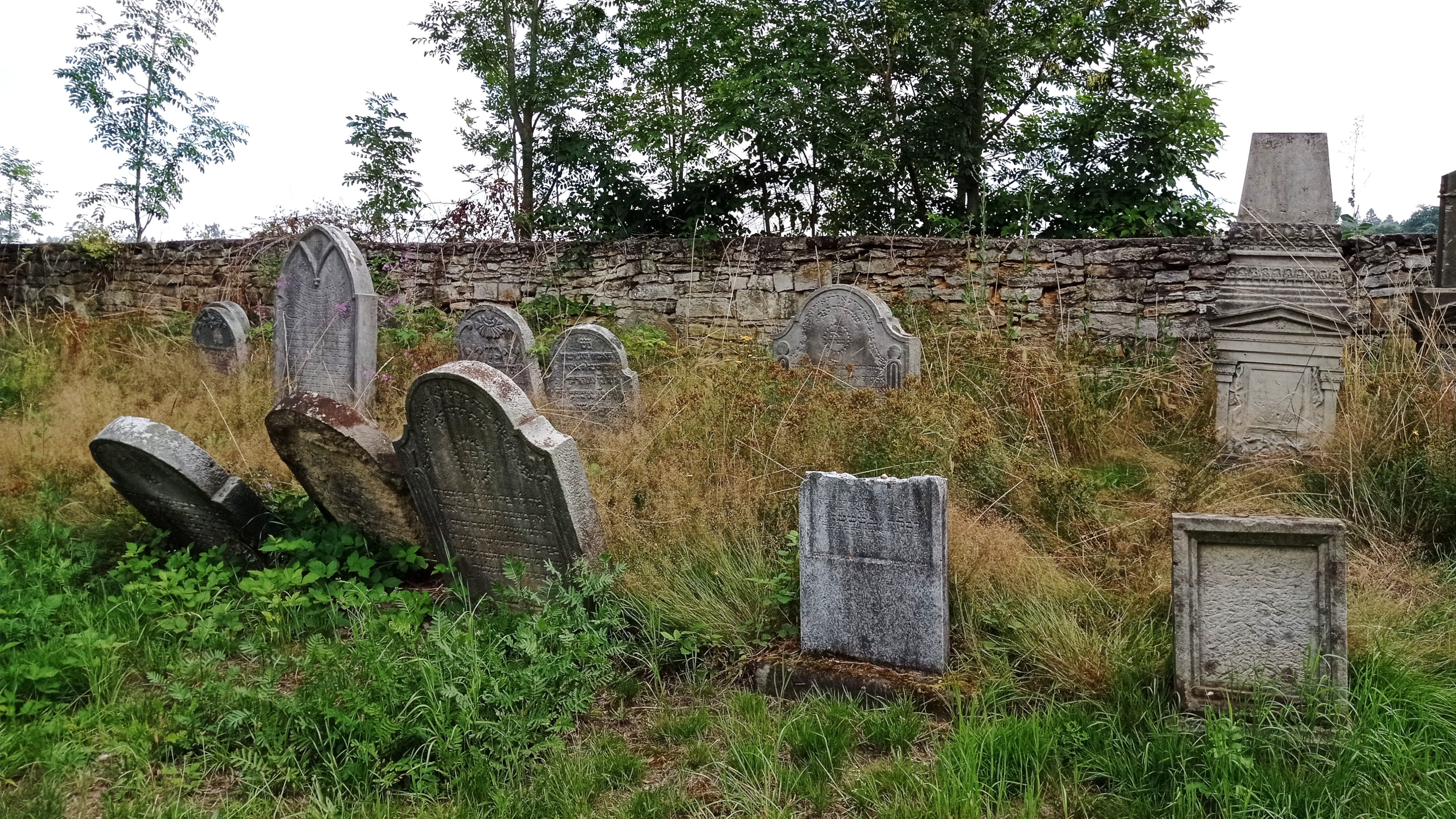
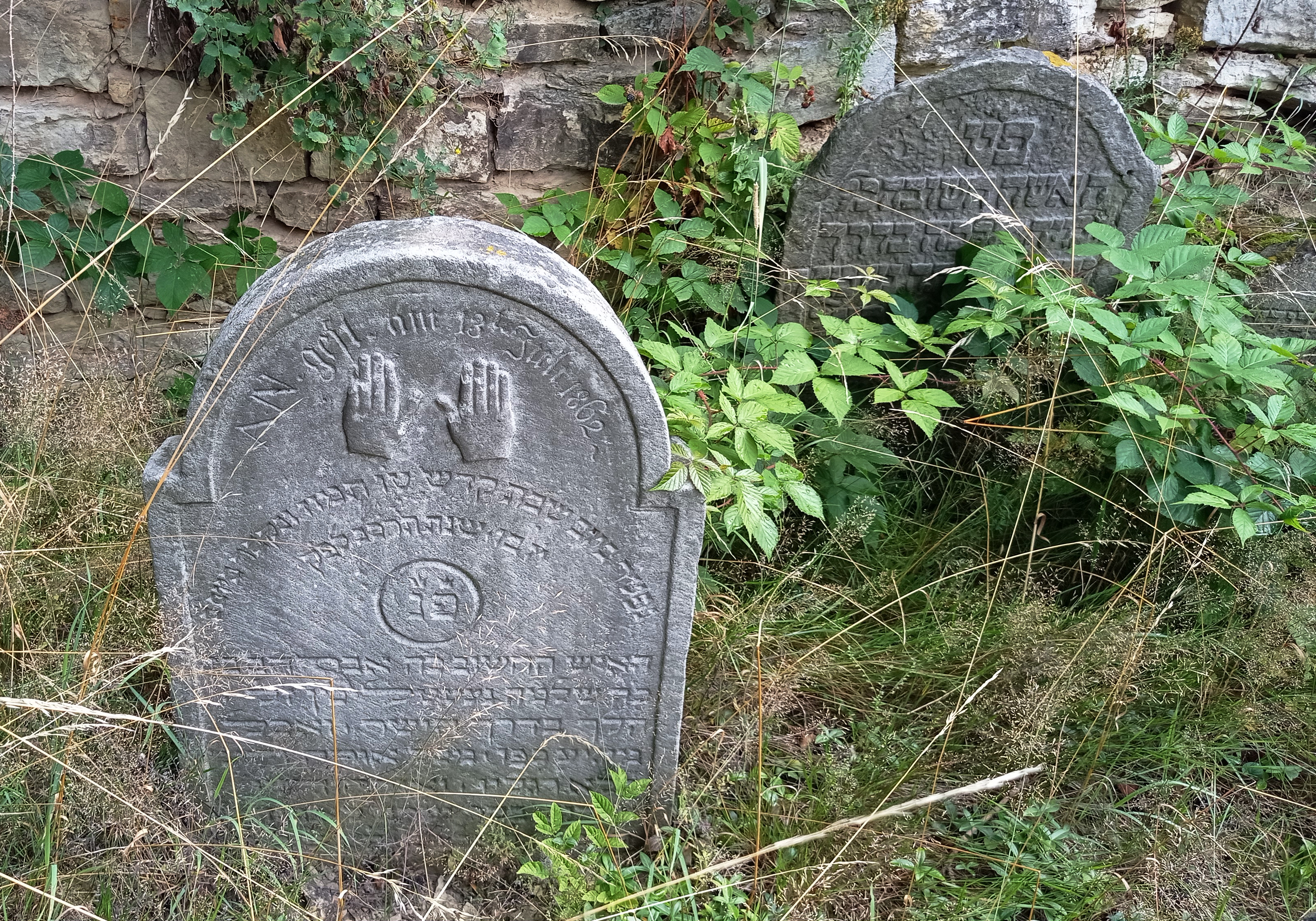